# Charles Ferdinand Latrille

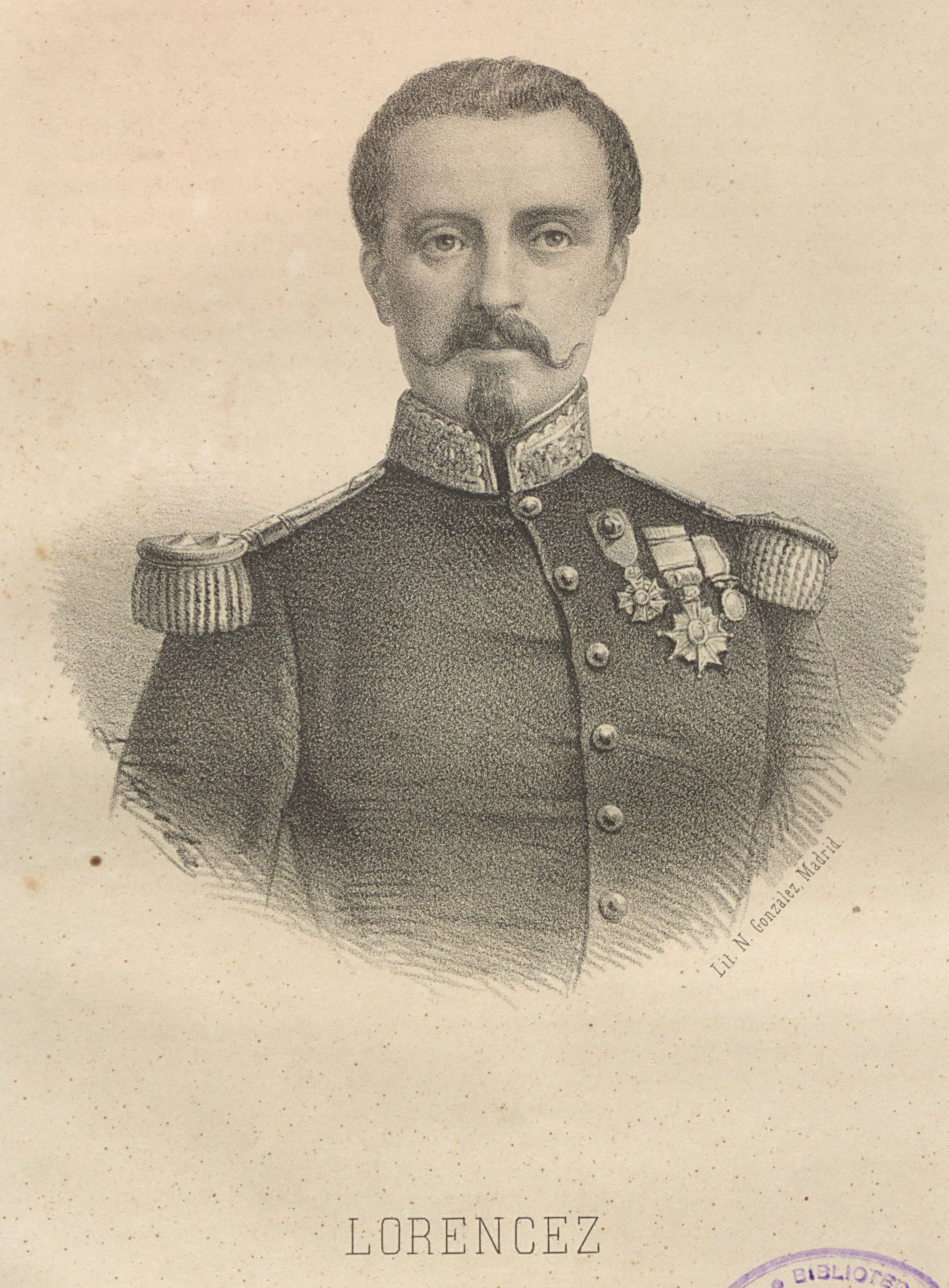
Charles de Lorencez

Charles Ferdinand Latrille, conde de Lorencez (Paris, 23 de maio de 1814 - 16 de julho de 1892) foi um militar francês.
Nascido no seio de uma família nobre, estudou na Escola Militar de Saint-Cyr (1830-32), donde saíu com o grau de 3º tenente. Começou por servir na Argélia, sendo promovido a coronel em 1852. Em 1855, durante a  guerra da Crimeia, na batalha de Malakoff, foi nomeado major-general. Como major-general, participou na segunda intervenção francesa no México e depois na guerra Franco-Prussiana de 1870.
Uma doença que havia contraído durante a sua estada no México levou à sua retirada do serviço activo em 1872, dedicando-se à escrita duma história da expedição ao México.